# 村松以弘
村松 以弘（むらまつ いこう、安永元年（1772年） - 天保10年（1839年）は江戸時代後期の南画家・歌人。
名は維孝、字は以弘。 号は笠斎・小笠山房主人など。通称は奥五郎。遠州掛川 十九首の生まれ。

## 略伝
幼少より絵を描くことが好きだったので、伊勢の僧・月僊に学び、長じると江戸に出て谷文晁の画塾・写山楼に入門した。文晁が東海道を往来するとき、以弘の家に滞在したという。渡辺崋山にも画の指導を受けている。画力を認められ、時期は不明だが掛川藩御用絵師となった。同藩の儒者・松崎慊堂と交流した。
門下に福田半香・平井顕斎・村松弘道・僧思玄（尊永寺住持）・小栗松靄（浜松の庄屋）などがいる。

## 作品
| 作品名         | 技法     | 形状・員数 | 所有者                             | 年代               | 落款・落款 | 備考             |
| -------------- | -------- | ---------- | ---------------------------------- | ------------------ | ---------- | ---------------- |
| 白糸瀑図       | 紙本著色 | 1幅        | 掛川市二の丸美術館                 |                    |            | 静岡県指定文化財 |
| 青緑董法山水図 |          |            | 掛川市二の丸美術館                 | 1817年（文化14年） |            | 掛川市指定文化財 |
| 菊花小禽図     |          |            | 掛川市二の丸美術館                 |                    |            |                  |
| 唐美人図       |          |            | 掛川市二の丸美術館                 |                    |            |                  |
| 唐山水図巻     |          |            | 常葉美術館                         | 1836年（天保7年）  |            |                  |
| 秋草図扇面     |          |            | 常葉美術館                         |                    |            |                  |
| 龍図・天井絵   |          |            | 水川阿弥陀堂（榛原郡川根本町水川） |                    |            | 町指定文化財     |
| 伊豆沿岸真景図 |          |            |                                    | 1810年（文政7年）  |            |                  |